# Hensigtsmæssighedsrådet
Hensigtsmæssighedsrådet er et ved Irans forfatning etableret organ, som har til opgave at løse konflikter mellem Irans parlament og Vogternes Råd. Det rådgiver tillige Irans religiøse leder, der udpeger alle medlemmerne. Fra oktober 2005 har rådet i et endnu uafklaret omfang fået udvidet sine beføjelser til på den religiøse leders vegne at føre tilsyn med de iranske statsorganer.
Det har siden 1998 haft tidligere præsident Akbar Hashemi Rafsanjani som formand.

## Eksterne ressourcer
- Magtstrukturen i Iran, BBC